# 保罗·温特
保罗·温特（法語：Paul Winter，1906年2月6日—1992年2月22日），法国男子田径运动员。他曾代表法国参加1932年和1936年夏季奥林匹克运动会田径比赛，其中1932年奥运会获得一枚铜牌。